# كريس بيتش (لاعب كرة قدم)
كريس بيتش (بالإنجليزية: Chris Beech)‏ (5 نوفمبر 1974 في المملكة المتحدة - ) هو لاعب كرة قدم بريطاني في مركز الدفاع. لعب مع كارديف سيتي ومانشستر سيتي ونادي دونكاستر روفرز ونادي روذرهام يونايتد ونادي كارلايل يونايتد.

## وصلات خارجية
- كريس بيتش على موقع قاعدة بيانات كرة القدم.إي يو (الإنجليزية)
- كريس بيتش على موقع Soccerbase.com (لاعب) (الإنجليزية)